# Archieparchia Aleppo (maronicka)
Archieparchia Aleppo (łac. Aleppensis Maronitarum) – archieparchia Kościoła maronickiego w Syrii. Została ustanowiona w XVII wieku.

## Główne świątynie
- Archikatedra: Katedra św. Eliasza w Aleppo

## Archieparchowie
- Gabriel de Blauza (1663-1705)
- Gabriel Germanos Farhat OLM (1725-1732)
- Choukri Aroutin (1762-1786)
- Gabriel Konaider (1787-1802)
- Paul Aroutin (1829-1851)
- Giuseppe Matar (1851-1882)
- Paul Hachim (1885-1888)
- Germanos Chémali (1892-1895)
- Youssef Debs (1896-1912)
- Michel Akras (1913-1945)
- Ignace Ziadé (1946-1952)
- François Ayoub (1954-1966)
- Joseph Salamé (1967-1990)
- Pierre Callaos (1990-1997)
- Youssef Anis Abi-Aad (1997-2013)
- Joseph Tobji (od 2015)